# Doit
Doit war eine englische Masseneinheit. Es war ein Troy-Gewicht.
- 1 Doit = 1/480 Grain/Grän = 0,135 Milligramm

Eine Maßkette war
- 1 Grain = 20 Mites = 480 Doits = 9600 Periots = 230.400 Blanks = 0,0648 Gramm

Eine Stellung zum Troy-Pound war
- 1 Troy-Pound/Pfund = 5760 Grains/Grän = 2.764.800 Doits = 55.296.000 Periots